# Rezvani Hercules
Rezvani Hercules – samochód terenowy typu pick-up klasy pełnowymiarowej produkowany pod amerykańską marką Rezvani od 2020 roku.

## Historia i opis modelu
W listopadzie 2020 roku amerykańskie Rezvani Motors zdecydowało się rozbudować swoją ofertę o kolejny, po terenowym Tank, model będący efektem współpracy z amerykańskim Jeepem. Tym razem za bazę do modyfikacji obrano pickupa Gladiator, na bazie którego powstał duży, trzyosiowy, 6-kołowy pick-up o nazwie Rezvani Hercules z samodzielnym projektem nadwozia.
Samochód wyposażono w terenowe, 37-calowe ogumienie o głębokim bieżniku, masywny stelarz za 4-drzwiową kabiną pasażerską, a także obszerny przedział transportowy o długości 2,4 metra. Przełożyło się to na długość nadwozia, która osiągnęła prawie 6,2 metra.
Dla Herculesa Rezvani przewidziało gamę trzech jednostek napędowych, z czego topowa V8 Hemi została głęboko zmodyfikowana w celu osiągnięcia pojemności skokowej 7 litrów i mocy maksymalnej osiągającej 1300 KM. Kontrastującą jednostką jest podstawowe V6 o mocy 285 KM.

### Sprzedaż
Sprzedaż Rezvani Herculesa rozpoczęła się na rodzimym rynku amerykańskim z końcem 2020 roku. Cennik rozpoczyna podstawowa wersja, która kosztuje 325 000 dolarów. Koszt zakupu topowego, pancernego wariantu Millitary Edition to 325 000 dolarów.

### Silniki
- V6 3.6l Pentastar 285 KM
- V8 6.4l Hemi 500 KM
- V8 7.0l Hemi 1300 KM